# Kazuto Ioka
Kazuto Ioka (jap. 井岡一翔 Ioka Kazuto; ur. 24 marca 1989 w Sakai) – japoński bokser, aktualny zawodowy mistrz świata federacji WBA w wadze junior muszej (do 108 funtów) i były wagi słomkowej (do 105 funtów) WBC i WBA. Bratanek boksera Hirokiego Ioki.

## Kariera amatorska
W trakcie kariery amatorskiej zdobył osiem tytułów mistrza Japonii w wadze papierowej, w różnych kategoriach wiekowych. Rozegrał 105 walk, z których wygrał 95, w tym 64 przed czasem.

## Kariera zawodowa
Karierę zawodową rozpoczął 12 kwietnia 2009. Do lutego 2011 stoczył 6 walk, wszystkie wygrywając, w tym tytuł mistrza Japonii. 
Już w siódmej walce otrzymał szansę walki o tytuł mistrza świata. 11 lutego 2011 w Kobe spotkał się z Tajem Oleydongiem Sithsamerchaiem, mistrzem świata organizacji WBC w wadze słomkowej. Po jednostronnym pojedynku wygrał przez techniczny nokaut w piątej rundzie (mając przeciwnika na deskach w pierwszej i ponownie w piątej rundzie) i został nowym mistrzem świata. W pierwszej obronie tytułu, 10 sierpnia 2011, spotkał się z oficjalnym pretendentem Meksykaninem Juanem Hernándezem, wygrywając jednogłośnie na punkty. W kolejnej obronie, 31 grudnia, znokautował w pierwszej rundzie Yodgoena Tora Chalermchaia.
20 czerwca 2012 w Osace doszło do walki unifikacyjnej z posiadaczem tytułu WBA, rodakiem Akirą Yaegashim. Po zaciętym, wyrównanym pojedynku zwyciężył Ioka jednogłośnie na punkty i w dziesiątej zawodowej walce zunifikował tytuły WBA i WBC. Kilka dni później, 29 czerwca, ogłosił rezygnację z tytułu federacji WBC, a w październiku zrezygnował z tytułu WBA i przeszedł do wyższej kategorii.
31 grudnia 2012 w Osace zdobył wakujący (po awansie na supermistrza Nikaraguańczyka Romána Gonzáleza) tytuł mistrza regularnego WBA w wadze junior muszej. Pokonał przez techniczny nokaut w szóstej rundzie Meksykanina Jose Alfredo Rodrigueza, który był na deskach w pierwszej i szóstej rundzie.
22 kwietnia 2015 w Osace pokonał niejednogłośnie na punkty Argentyńczyka Carlosa Reveco (35-2, 19 KO), zdobywając tytuł mistrzowski w trzeciej kolejnej dywizji WBA kategorii muszej. Sędziowie punktowali dla Japończyka stosunkiem głosów 114:114, 115:113 i 116:113.